# Skhema
Skhema (englischer Festivaltitel Scheme) ist ein kasachischer Spielfilm unter der Regie von Farkhat Sharipov aus dem Jahr 2022. Der Jugendfilm feierte am 15. Februar 2022 auf der Berlinale seine Weltpremiere in der Sektion Generation 14plus und wurde dort mit dem Gläsernen Bären ausgezeichnet.

## Handlung
Im Zentrum der Handlung steht die junge Masha, die zusammen mit ihren Freundinnen das Partyleben in Almaty, der größten Stadt Kasachstans, genießt. Der attraktive Ram organisiert Partys in anonymen Apartments, auf denen die heranwachsenden Frauen für ihre Drinks nicht bezahlen müssen und am Ende sogar eine Prämie erhalten. Die kalte und doch verführerische Welt der Konsumversprechen im neureichen Kasachstan übt eine große Anziehung auf die jungen Frauen aus. Masha ist in Ram verliebt und bemerkt zwar, dass sich auch erwachsene Männer auf diesen Partys zeigen, doch sie ignoriert die Gefahren. Eines Tages aber wird sie selbst Opfer des perfiden, ausbeuterischen Systems. Die Verwundbarkeit, die mit dem Coming of Age einhergeht, wird mit ihren hellen und dunklen Aspekten gezeigt und zu einem fantastischen Ende geführt.

## Produktion

### Filmstab
Regie führte Farkhat Sharipov, von dem auch Drehbuch und Filmschnitt stammen. Die Kameraführung lag in den Händen von Alexander Plotnikov.

### Produktion und Förderungen
Produziert wurde der Film von Dina Zhumabek und Yuliya Kim.

### Dreharbeiten und Veröffentlichung
Der Film feierte am 15. Februar 2022 auf der Berlinale seine Weltpremiere in der Sektion Generation 14plus.

## Auszeichnungen und Nominierungen
- 2022: Internationale Filmfestspiele Berlin
  - Auszeichnung mit dem Gläsernen Bären für den besten Film in der Sektion Generation 14plus[1]